# تقييمات حية في أبحاث المناظر الطبيعية
تقييمات حية في أبحاث المناظر الطبيعية هو الوصول المفتوح الذي يراجعه النظير مجلة المراجعة العلمية تغطي مواضيع في مجالات متعددة التخصصات من البيئة الطبيعية. وهذا يشمل الاعتمادات المتبادلة لاستخدامات الأراضي، مثل: الزراعة، الغابات، الترفيه والسياحة، الحفاظ على الطبيعة، وكذلك التفاعلات داخل وفيما بين نهج إدارة المناظر الطبيعية على مختلف مستويات المستويات الزمنية وتحت اطار القانونية والثقافية المختلفة. وقد تم نشره من قبل مركز لايبنتز لبحوث المناظر الطبيعية الزراعية من 2007-2014. مفهوم «الاستعراضات الحية» يستفيد من النشر الإلكتروني على شبكة الإنترنت ويسمح للمؤلفين لتحديث مقالاتهم مع آخر التطورات ونتائج البحوث. هذا دفتر اليومية أيضاً مدعوم من قبل الرابطة الدولية لعلم البيئة الطبيعية.

## روابط خارجية
- المجلة المؤرشفة: http://lrlr.landscapeonline.de